# El Pozo (G.I. Joe)
El Pozo es la sede ficticia del equipo de especialistas G.I. Joe del cómic Marvel de la década de 1980 creado por Larry Hama. Es una base subterránea de varios niveles completa con instalaciones de entrenamiento, viviendas, una sala de reuniones y almacenamiento de equipos pesados.
Se han presentado tres versiones del Pozo como existentes dentro de los cómics.

## El Pozo (o Pozo I)
El Pozo original estaba ubicado en secreto debajo del grupo de vehículos de la Escuela Asistente de Capellanes en Fort Wadsworth en Staten Island, Nueva York. La mayoría de los personajes de la escuela, con la excepción de los miembros del Equipo G.I. Joe, no tenían idea de la existencia del Pozo.
De acuerdo con un plano provisto en el cómic (número 1 de la serie publicado por Marvel Comics), la encarnación original de la base tiene cinco niveles de profundidad. El primer nivel alberga vehículos pesados y armas, y el segundo nivel contiene comunicaciones electrónicas y salas de reuniones. El área de entrenamiento está situada en el tercer nivel, completo con piscina, mientras que el cuarto nivel contiene una armería y viviendas. El quinto nivel alberga computadoras y generadores y es donde se encuentran los documentos clasificados.
La base se representa como capaz de resistir un impacto directo de una ojiva de cinco megatones.
Esta estructura es el foco del tema tres. Un robot aparentemente desactivado y sus transmisores móviles ocultos se vuelven locos en lo profundo del Pozo. Los Joes logran neutralizar todas las amenazas. Las características múltiples se examinan en profundidad; por ejemplo, las puertas blindadas que cierran la mayoría de las habitaciones y el sistema de ventilación que se conecta a las instalaciones del capellán arriba.
Dentro de los cómics, la naturaleza secreta del Pozo fue algo revelada. Cobra ataca la base en G.I. Joe # 19, destruyendo el grupo de vehículos. Debido al engaño, los soldados Cobra creen que la piscina fue la fachada de una fortaleza blindada, algo que recuerda al cuartel general de G.I. Joe en la serie de dibujos animados. La fortaleza en sí está destruida, pero el Pozo debajo permanece relativamente intacto. Durante la batalla, el General Flagg es baleado a tiros en el calabozo del Pozo por el Mayor Bludd.
A partir de G.I. Joe: A Real American Hero #206 de IDW (agosto de 2014), el equipo de GI Joe ha enviado un pequeño contingente para reactivar las instalaciones y usarlas como un área de preparación de varios niveles.

## Pozo II
La segunda versión del Pozo se muestra en los cómics como una reparación y mejora del original. Según un plano provisto en el cómic (G.I. Joe #22, serie Marvel), está reconstruido en seis pisos de profundidad, representado como si hubiera sido diseñado para ser más defendible e inexpugnable. Entre las mejoras que se muestran al lector, se encuentran la adición de una plataforma de lanzamiento de helicópteros cerca de la piscina de motores; protección mejorada contra explosiones nucleares; un silo de misiles ICBM; una perforadora de tierra ubicada en el nivel más bajo, para facilitar un escape; una pequeña central nuclear; un nivel adicional con instalaciones de descanso y relajación; viviendas más grandes para dar cabida a un número cada vez mayor de Joes; y centro de detención para mantener a los presos. También se muestran letrinas, una característica que falta en el plano original del Pozo.
El lector ve que la reconstrucción comienza en G.I. Joe #22 (serie Marvel), con los creadores presentando la base como reabierta en G.I. Joe #33. Sin embargo, el segundo Pozo no durará mucho con Cobra aprendiendo la ubicación exacta de la sede de los Joes, infiltrándose y atacando el Pozo desde dentro en G.I. Joe #53. La mayoría de los Joes no están en el POZO en ese momento y están involucrados en la batalla de arriba. Solo cuatro soldados están dentro del Pozo real, el General Hawk y tres oficiales militares de alto rango. Luchan contra docenas de soldados androides B.A.T.s. Dos mueren en incidentes separados para salvar a los demás. Los supervivientes, el General Hollingsworth y el General Hawk, escapan momentos antes de que se destruya todo el POZO. Esto aparentemente entierra al Comandante Cobra y Destro. Hollingsworth arroja su influencia detrás de Hawk, restaurando a G.I. Joe sus capacidades necesarias para luchar contra Cobra. Después del ataque, los Joes ya no tienen un cuartel general permanente y operan como una unidad nómada. Este estado, sin embargo, tampoco durará mucho. 

## Pozo III
El Pozo III está ubicado dentro del universo ficticio como si estuviera en un desierto en Utah, y su ubicación exacta no se revela al lector.
No se proporcionó ningún plano a los lectores, sin embargo, en el número 63, la base se presenta a los lectores como si fuera un pequeño puesto de avanzada rodeado por cercas con tres cabañas quonset. Estos edificios en sí tienen sus propios usos; Outback se prepara para una siesta en uno. Al lector se le muestra, a través de la acción representada en los cómics, dos entradas al Pozo III. El primero es una trampilla ubicada en una de las cabañas, y el otro una rampa cubierta de arena y controlada mecánicamente que también conduce al subsuelo. Esta entrada se muestra como utilizada para vehículos y equipos pesados. Se muestra que muchos Joes ayudaron a construir el Pozo personalmente.
A pesar de que el estado de G.I. Joe se describe como el de una unidad nómada después de la destrucción de Pozo II, se muestra al lector la necesidad de que surja otro Pit a través de la trama basada en la necesidad de albergar en secreto el complejo de transporte Defiant. Los signos de la base se muestran inmediatamente visibles para Cobra durante la construcción a través de satélites espía, pero a pesar de esto, se presenta que los Joes tienen más éxito defendiendo esta base que los Pozos anteriores.
Se muestra que Cobra intenta destruir el Pozo III tres veces:
- G.I. Joe #83 - Cobra intenta un asalto directo. Sin embargo, un informante avisa a los Joes, y se nos muestra a Cobra destruyendo las cabañas solo para encontrar una entrada. Se revela que los Joe simplemente movieron las cabañas a una milla de la ubicación real de Pozo.
- G.I. Joe #100 - Cobra intenta destruir el Pit desde adentro activando dos Joes con lavado de cerebro: Clutch y Rock n Roll. La presencia de dos jóvenes hizo que los dos soldados lucharan contra su programación, ya que no deseaban dañar a nadie inocente. Esta lucha mental rompe el condicionamiento y se desmayan.
- G.I. Joe #130 a 131 - Dirigida por el Comandante Cobra original, la historia de dos partes mostraba otro asalto directo a la base. Aunque se muestra que los tomó por sorpresa, los Joe logran contener los ataques de Cobra y llevar la pelea a Cobra. Sin embargo, el éxito de los Joe en esta batalla es el de una victoria pírrica; Además de las pérdidas de equipos pesados del lado de Joe, se revela que el objetivo principal del Comandante Cobra es documentar el éxito de la capacidad de Cobra para derrotar a los sistemas de radar de EE. UU. y comercializar esta capacidad para sus clientes.

Se muestra que Pozo III está desactivado junto con el equipo G.I. Joe en el n.° 155.
Cuando IDW continuó con la serie Real American Hero, el equipo de G.I. Joe regresó a este pozo en el n.° 161 y lo sacó de la naftalina. En el n.° 200, descubrieron que el Pozo III era parte de una base más grande y secreta, y finalmente se mostró un plano de la base revisada.

## Pozo IV
Pozo IV fue construido en la serie de cómics Devil's Due G.I. Joe y está ubicado en un desierto en Arizona cerca de la base militar de la vida real Fuerte Huachuca. En el n.º 11, el General Hawk, frustrado por la falta de financiación y equipo para los Joes reincorporados, chantajeó a Winters, un general estadounidense que tiene tratos secretos con Cobra, para que pidiera la financiación al Congreso. Hawk le dio al general una lista de lo que necesita. Entre la solicitud está la de un nuevo Pozo.
Pozo IV es el eje central de las operaciones de G.I. Joe con oficinas en ocho ciudades de todo Estados Unidos. El acceso al Pozo está restringido solo a los miembros completos del equipo. Greenshirts se entrena en varias bases del país. El plano del nuevo Pozo se detalla un nivel por edición de la serie Devil's Due. Aunque este es el cuarto pozo en el universo cómico de G.I. Joe, la base nunca se denominó "Pozo IV", sino simplemente "Pozo".
La ubicación de este Pozo fue descubierta a través del espionaje del operativo Cobra Wraith. Pozo IV fue destruido por G.I. Joe en lugar de dejarlo caer en manos de Cobra en el n.° 39 de la serie Devil's Due.

## La Roca
En G.I. Joe: America's Elite, la sede se llama "La Roca", un complejo oculto ubicado dentro de una montaña en el Parque Nacional de Yellowstone. En el número final de la carrera America's Elite, el equipo G.I. Joe regresa sus operaciones al Fuerte Wadsworth, sitio del "Pozo" original.

## Película de 2009
En G.I. Joe: The Rise of Cobra, el Pozo se encuentra en Egipto. Es una enorme instalación de alta tecnología que sirve como sede principal de G.I. Joe. El primer nivel consta de un gran hangar para embarcaciones de transporte, mientras que los niveles posteriores tienen instalaciones de entrenamiento, una gran piscina para entrenamiento de guerra submarina y viviendas. Cobra descubre la ubicación de la base con una baliza de rastreo y lanza un ataque sorpresa para recuperar las ojivas de nanoácaros que G.I. Joe está protegiendo. Aunque Cobra logra robar las ojivas y causar daños y bajas significativos, el Pozo permanece operativo. Sin embargo, al final de la película, G.I. Joe abandonó el Pozo, cambiando sus operaciones en un código de Operación llamado Mangosta. Todos los transportes terrestres fueron a la Base Hermanos Grimm (más probablemente en el Forrest negro en Alemania) y All Howler Hunters fueron a Base Ruina Romana (más que probablemente bajo el Coliseo). Los prisioneros fueron trasladados a celdas a bordo del portaaviones que se cree que es el USS Flagg.
La línea de juguetes Rise of Cobra de 2009 presenta el Pozo como un enorme vehículo rodante/juego similar al Mobile Command Center.